# Parque nacional El Veladero
El Parque Nacional El Veladero es una extensa reserva ecológica situada en la zona alta o anfiteatro de la bahía del puerto de Acapulco, Guerrero, al sur de México. Cuenta con una extensión de 3,159 hectáreas. Dentro del sitio, se asienta la localidad que lleva el mismo nombre del parque, misma de la que se derivan numerosos asentamientos irregulares que, en numerosas ocasiones, han puesto en peligro la conservación ecológica del lugar.

## Geografía

### Localización
Se localiza geográficamente entre los meridianos de coordenadas 99°49'28" y 99°56'58" de longitud oeste y entre los paralelos de 16°49'03 y 16°54'51 de latitud norte, en el municipio de Acapulco de Juárez, en las costas del estado de Guerrero.

### Flora y fauna
De acuerdo al Sistema Nacional de Información sobre Biodiversidad de la Comisión Nacional para el Conocimiento y Uso de la Biodiversidad (CONABIO) en el Parque Nacional El Veladero habitan más de 360 especies de plantas y animales de las cuales 12 se encuentran dentro de alguna categoría de riesgo de la Norma Oficial Mexicana NOM-059  y 19 son exóticas,
La vegetación se comprende, como en la mayoría del municipio, de selvas de tipo mediana subcaducifolia. Predomina los encinos Quercus affinis y Quercus laurina, así como la Selva caducifolia.
La fauna abundante de género silvestre domina en especies de aves carnívoras, reptiles como iguanas y serpientes, destaca la especie de boa denominada Constrictor imperator, el garrobo conocido como Ctenosaura pectinata, el águila pescadora (Pandion haliaetus), el escorpión de tipo Heloderma horridum, el cojolite conocido como Penelope purpurascens, la iguana verde.

## Historia
Este lugar es conocido por los sucesos históricos que se dieron durante la Guerra de Independencia de México, siendo uno de los cuarteles y punto de distribución que comandó José María Morelos junto con su ejército, entre ellos Hermenegildo Galeana, para fraguar los distintos planes de sitio en la región sur del estado de Guerrero, particularmente en el puerto de Acapulco entre 1813 y 1814. Durante la guerra, se edificaron en este lugar diversas construcciones hechas a base de piezas de artillería destacando la del Fortín San Cristóbal, que a su vez servía de almacenamiento de municiones y otros instrumentos de guerra.
El 5 de mayo de 1814, el comandante José Gabriel de Armijo quedó al mando de la plaza en Acapulco y decidió darle golpe final a los insurgentes mandando un batallón a cargo del capitán Ocampo. A pesar de que los insurgentes lograron percatarse de su pronta llegada, no pudieron reepeler ni detener aquella tropa que durante la madrugada del día 6 arribaría a El Veladero incendiando su asentamiento y tomando finalmente todo el territorio de la zona.
Este parque se creó a partir del decreto publicado en el Diario Oficial de la Federación el día 18 de julio de 1980.

## Demografía
Conforme al Censo de Población y Vivienda 2010 realizado por el Instituto Nacional de Estadística y Geografía (INEGI) con fecha censal del 12 de junio de 2010, la localidad de El Veladero (situada dentro de la reserva ecológica) contaba hasta ese año con un total de 735 habitantes, de los cuales, 375 eran hombres y 360 eran mujeres.

## Atractivo turístico
Desde las zonas más altas del parque, se pueden apreciar una gran diversidad de paisajes de las diferentes localidades que se extienden en el municipio de Acapulco de Juárez y el puerto, así como la Bahía de Acapulco, Pie de la Cuesta y la Laguna de Coyuca. Desde 1980, año en que entró en vigor su decreto, no se ha implementado algún proyecto que facilite y promueva su acceso turístico a esta área del parque.
En sus laderas, en la colonia Independencia del puerto de Acapulco, se localiza la zona arqueológica de Palma Sola que consiste en dieciocho rocas de granito con petrograbados. 